# Hideki Kikuchi
Hideki Kikuchi (菊地 栄樹, Kikuchi Hideki), né le 27 janvier 1986 à Hiroshima au Japon) est un archer japonais.

## Biographie
Kikuchi remporte ses premières étapes à la Coupe du monde en 2010. En 2009, il monte pour la première fois sur le podium des championnats du monde en remportant le bronze à l'épreuve par équipe. En 2012, il prend part à ses premiers Jeux olympiques.

## Palmarès
- Jeux olympiques[2]
  - 33e à l'individuel homme aux Jeux olympiques d'été de 2012 à Londres.
  - 6e à l'épreuve par équipe homme aux Jeux olympiques d'été de 2012 à Londres (avec Takaharu Furukawa et Yu Ishizu).

- Championnats du monde[1]
  -  Médaille de bronze à l'épreuve par équipe hommes à la championnats du monde de 2009 de Ulsan (avec Hiroshi Yamamoto et Hiroyuki Yoshinaga).

- Championnats du monde en salle[1]
  -  Médaille d'argent à l'épreuve par équipe hommes à la championnats du monde en salle de 2014 de Nîmes (avec Naoya Oniyama et Shungo Tabata).

- Coupe du monde[1]
  -  Médaille d'argent à l'épreuve par équipe homme à la coupe du monde 2010 de Shanghai.
  -  Médaille d'argent à l'épreuve par équipe homme à la coupe du monde 2011 de Antalya.
  -  Médaille d'argent à l'épreuve par équipe mixte à la coupe du monde 2012 de Shanghai.
  -  Médaille d'or à l'épreuve par équipe homme à la coupe du monde 2014 de Shanghai.
  -  Médaille d'or à l'épreuve individuelle homme à la coupe du monde 2014 de Shanghai.
  -  Médaille de bronze à l'épreuve par équipe homme à la coupe du monde 2014 de Antalya.
  -  Médaille d'argent à l'épreuve par équipe mixte à la coupe du monde 2016 de Medellín.
  -  Médaille de bronze à l'épreuve par équipe homme à la coupe du monde 2017 de Shanghai.
  -  Médaille de bronze à l'épreuve par équipe homme aux coupe du monde 2017 de Antalya.

- Championnats d'Asie[1]
  -  Médaille d'argent à l'épreuve individuelle homme aux championnats d'Asie de 2011 à Téhéran.
  -  Médaille d'argent à l'épreuve par équipe homme aux championnats d'Asie de 2015 à Bangkok.